# Johan Magnus Könsberg
Johan Magnus Könsberg, född 6 april 1757 i Vårdnäs socken, Östergötlands län, död 19 maj 1832 i Rystads socken, Östergötlands län, var en svensk präst. 

## Biografi
Johan Magnus Könsberg föddes 1757 i Vårdnäs socken. Han var son till inspektoren Lars Könsberg och Maria Elisabeth Söderholm på Brokind. Könsberg studerade i Linköping och blev 1777 student vid Lunds universitet. Han prästvigdes 12 juli 1781 till huspredikant på Säby i Vists socken. Könsberg blev 1 oktober 1781 extra ordinarie bataljonspredikant vid Flemingska regementet och flyttades samma år till Segorp i Flistads socken. Den 18 april 1786 blev han bataljonspredikant vid Östgöta infanteriregemente och följde med regementet i Finska kriget 1788. Han blev 18 april 1792 regementspastor vid Livgrenadjärerna och avlade pastoralexamen 16 maj samma år. Könsberg blev 14 februari 1805 kyrkoherde i Rystads församling, där han tillträdde samma år. Han blev prost 18 juni 1810. Könsberg avled 1832 i Rystads socken.

### Familj
Könsberg gifte sig 11 januari 1781 med Inga Christina Palmær (1759–1845). Hon var dotter till kyrkoherden i Frinnaryds socken. De fick tillsammans barnen Lars (1781–1784), Johan (1783–1785), Samuel Peter (1784–1786), Magnus Gustaf (1784–1785), kyrkoherden Lars Gustaf Könsberg (1786–1854) i Nykils församling, Isak (född 1787), Maria Elisabeth (1788–1864), kyrkoherden Nils Magnus Könsberg i Törnevalla församling, Christina Sophia (1791–1791), Christina Johanna (1795–1853), kyrkoherden Paul Johan Könsberg i Kullerstads församling och Inga Charlotta (1799–1800).